# Chèo chẹo Sulawesi
Cuculus crassirostris là một loài chim trong họ Cuculidae.